# Monstruo de Proctor Valley
El monstruo de Proctor Valley es una historia folclórica que detalla un críptido que acecha en Proctor Valley. Por lo general, las historias ponen la Calle Proctor Valley Road de la habitación del criptido que atraviesa el valle, al sureste del condado de San Diego, conectando el vecindario de Chula Vista de Eastlake con el de Jamul. 

## Descripción
La apariencia del críptido todavía es objeto de debate entre los locales. Los relatos varían, pero 2 de las versiones más aceptadas de la criatura dicen que se parece a una apariencia alta y peluda, parecida como un Pie Grande, o una "vaca desordenada" como un tipo bovino.  El cercano Museo y Centro Cultural de Bonita afirma tener en exhibición una huella humanoide desconocida de una criatura y muchos locales atribuyen esto como evidencia concreta del críptido. 

## En la cultura popular
El monstruo de Proctor Valley ha inspirado una serie de cómics producida por el estudio estadounidense Boom! Estudios titulados "Proctor Valley Road" en los que se culpa al críptido de las desapariciones de un grupo de estudiantes que participaban en un Ghost Tour por la carretera que se encuentra. 